# Janteloven
Das Gesetz von Jante (dän./norw.: janteloven, schwed.: jantelagen) ist ein stehender Begriff, der auf Aksel Sandemoses (1899–1965) Roman Ein Flüchtling kreuzt seine Spur (En flyktning krysser sitt spor, 1933) zurückgeht.

## Inhalt
Im Roman beschreibt Sandemose das kleingeistige Milieu einer dänischen Kleinstadt namens Jante und den Anpassungsdruck, den Familie und soziales Umfeld auf den heranreifenden Jungen Espen Arnakke ausüben.
Das Gesetz von Jante ist als Verhaltenskodex sozialer Spielregeln im skandinavischen Kulturraum verstanden worden. Obwohl ursprünglich als Kritik an sozialen Zwängen gemeint, hat sich die Bedeutung von Jante dahingehend gewandelt, dass es auch Personen kritisieren kann, die sich über ihre soziale Gruppe stellen wollen oder „für etwas Besseres halten“. Seine nachhaltige Verankerung in der Öffentlichkeit verdankt der Kodex vermutlich dieser Ambivalenz: Von den einen wird er als – im Kern berechtigte – Begrenzung egoistischen Erfolgsstrebens positiv aufgefasst; andere sehen im Gesetz von Jante die Unterdrückung von Individualität und persönlicher Entfaltung festgeschrieben.
In einer anthropologischen Perspektive könnte Janteloven auf eine mögliche typisch skandinavische Selbstzügelung im gesellschaftlichen Miteinander hinweisen: An den Tag gelegte Bescheidenheit vermeidet Neid und sichert den Erfolg des Kollektivs.

## Zehn Gebote

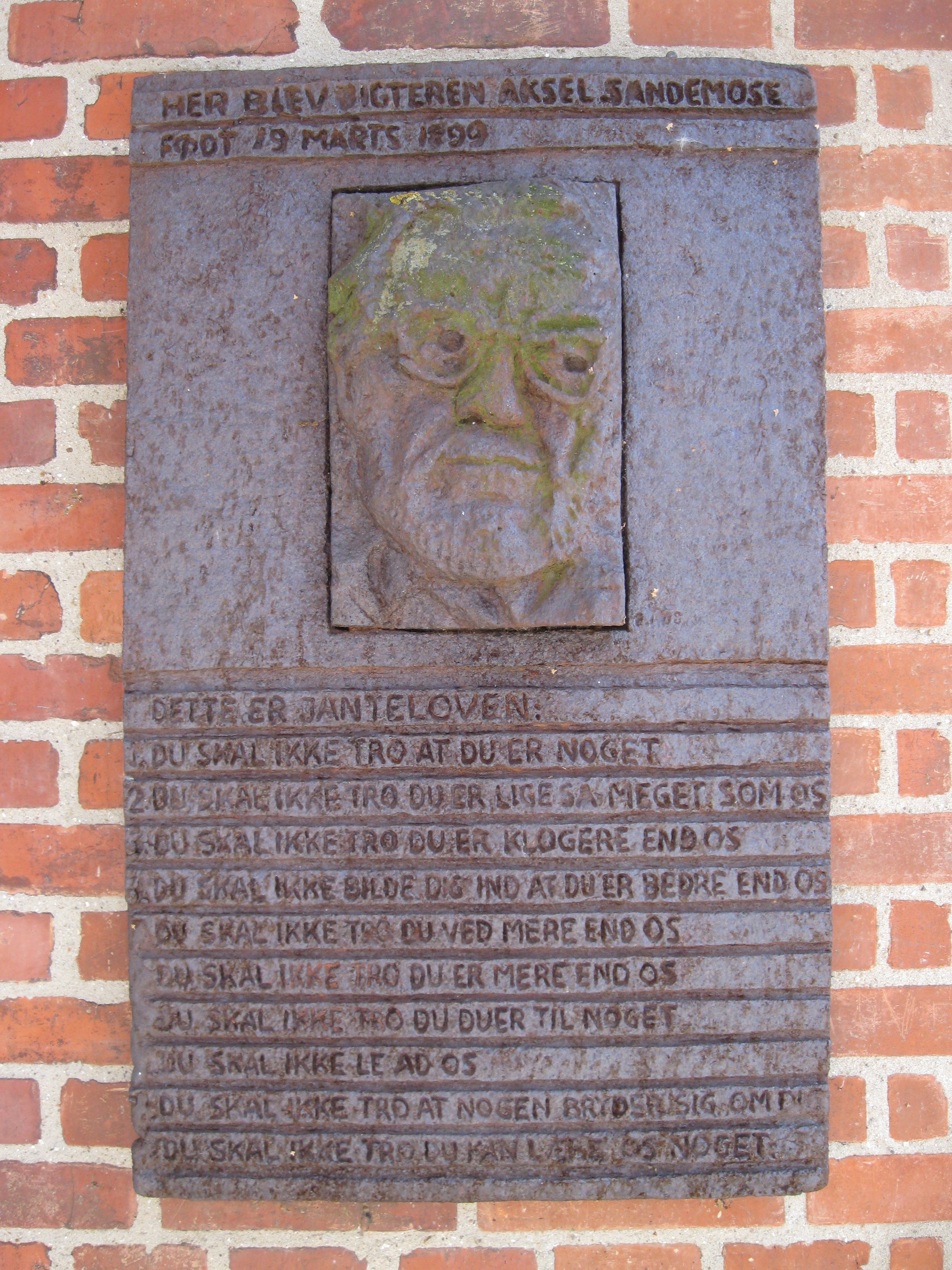
Jantes Zehn Gebote auf einer Gedenktafel in Aksel Sandemoses Geburtsort Nykøbing/Mors.

Das Gesetz von Jante ist Moses Zehn Geboten nachgebildet; als sarkastische Steigerung des Dekalogs drücken die einzelnen Gebote nur Variationen der immer gleichen Botschaft aus:

„Dies ist das Gesetz von Jante
1. Du sollst nicht glauben, dass du etwas Besonderes bist.
2. Du sollst nicht glauben, dass du uns ebenbürtig bist.
3. Du sollst nicht glauben, dass du klüger bist als wir.
4. Du sollst dir nicht einbilden, dass du besser bist als wir.
5. Du sollst nicht glauben, dass du mehr weißt als wir.
6. Du sollst nicht glauben, dass du mehr wert bist als wir.
7. Du sollst nicht glauben, dass du zu etwas taugst.
8. Du sollst nicht über uns lachen.
9. Du sollst nicht glauben, dass sich irgendjemand um dich kümmert.
10. Du sollst nicht glauben, dass du uns etwas beibringen kannst.“

In der zweiten, überarbeiteten Ausgabe von 1955 kommentierte Aksel Sandemose, als erzählender Autor praktisch unverhüllt:

„Abweichung wurde niemals geduldet. Sie verursachte einen unerträglichen Druck. (…) Gesetz und Religion von Jante zeigen uns, dass Menschen, wenn sie eine angemessene Zeit unterdrückt wurden, selbst die Unterdrückung übernehmen. Jante hat sich das Gesetz selbst gegeben und unterdrückt sich selbst, ohne dass sich jemand darum zu kümmern bräuchte. (…) Mit dem Gesetz von Jante töten die Menschen ihre Chancen, das bedeutet jede Möglichkeit für Liebe und Frieden.“

Und er ergänzte ein elftes Gebot, dessen Frageform Ausdruck pauschaler Verdächtigung sei und „wie ein Blitz ins Unbewusste einschlage“:

„Glaubst du etwa, ich wüsste nichts über dich? (…) Das Gesetz von Jante war Jantes Grundgesetz. Das ‚elfte Gebot‘ war das Strafgesetz.“

## Anregungen des Autors
Aksel Sandemose wuchs im dänischen Nykøbing/Mors auf, nach dessen Vorbild der Autor die fiktive Stadt Jante gestaltete. Dazu äußerte er 1949 in einem Interview: „Jante und Nykøbing sind ein und dieselbe Stadt, solange es um das Stadtbild geht, die Natur, die Dinge ohne Leben. Die Menschen aber verweisen genauso gut auf Ribe oder Arendal.“ Im Vorwort der Ausgabe von 1955 schrieb Sandemose verschmitzt: „Viele Menschen haben (in Jante) ihren Heimatort wiedererkannt, - regelmäßig ist das Leuten aus Arendal, Tromsø und Viborg so ergangen“.
„Jante“ ist im Dänischen ein kleines Geldstück, vergleichbar mit roter Heller oder Pfennig im Deutschen. Im „Gesetz von Jante“ klingt somit an, was für einen jedermann „nur recht und billig“ ist.

## Rezeption
Das Jantelov wurde, von skandinavischen Schriftstellern und Soziologen gleichermaßen, seit den 1930er-Jahren vielfach aufgegriffen und in unterschiedlichen Perspektiven angewendet.
Der dänische König Frederik X. kritisiert das Jantelov in seinem Land und sagte dazu einmal: „Wir Dänen sollen denken dürfen, dass wir etwas sind. Wir können an uns glauben und etwas an uns finden, weil wir etwas können und etwas sind […] Wenn wir einen Erfolg feiern, dann weckt das Taten und Vertrauen, auch beim nächsten Vorhaben erfolgreich sein zu können. Großherzigkeit bedeutet auch, sich für andere zu freuen und mit den Menschen, die einen umgeben, zu wachsen. Wir dürfen uns nie davor scheuen, diejenigen zu feiern, die in Dänemark erfolgreich sind.“